# Benešov nad Černou
Pour les articles homonymes, voir Benešov (homonymie).
Benešov nad Černou (en allemand : Beneschau) est une commune du district de Český Krumlov, dans la région de Bohême-du-Sud, en République tchèque. Sa population s'élevait à 1 394 habitants en 2023.

## Géographie
Benešov nad Černou est arrosée par la Černá et se trouve à 10 km à l'est de Kaplice, à 25 km au sud-est de Český Krumlov, à 30 km au sud-sud-est de České Budějovice et à 151 km au sud de Prague.
La commune est limitée par Soběnov et Slavče au nord, par Kamenná au nord-est, par Horní Stropnice à l'est, par Pohorská Ves au sud, et par Malonty et Kaplice à l'ouest.

## Histoire
La première mention écrite du village date de 1332, mais sa fondation remonte au XIIIe siècle.

## Galerie

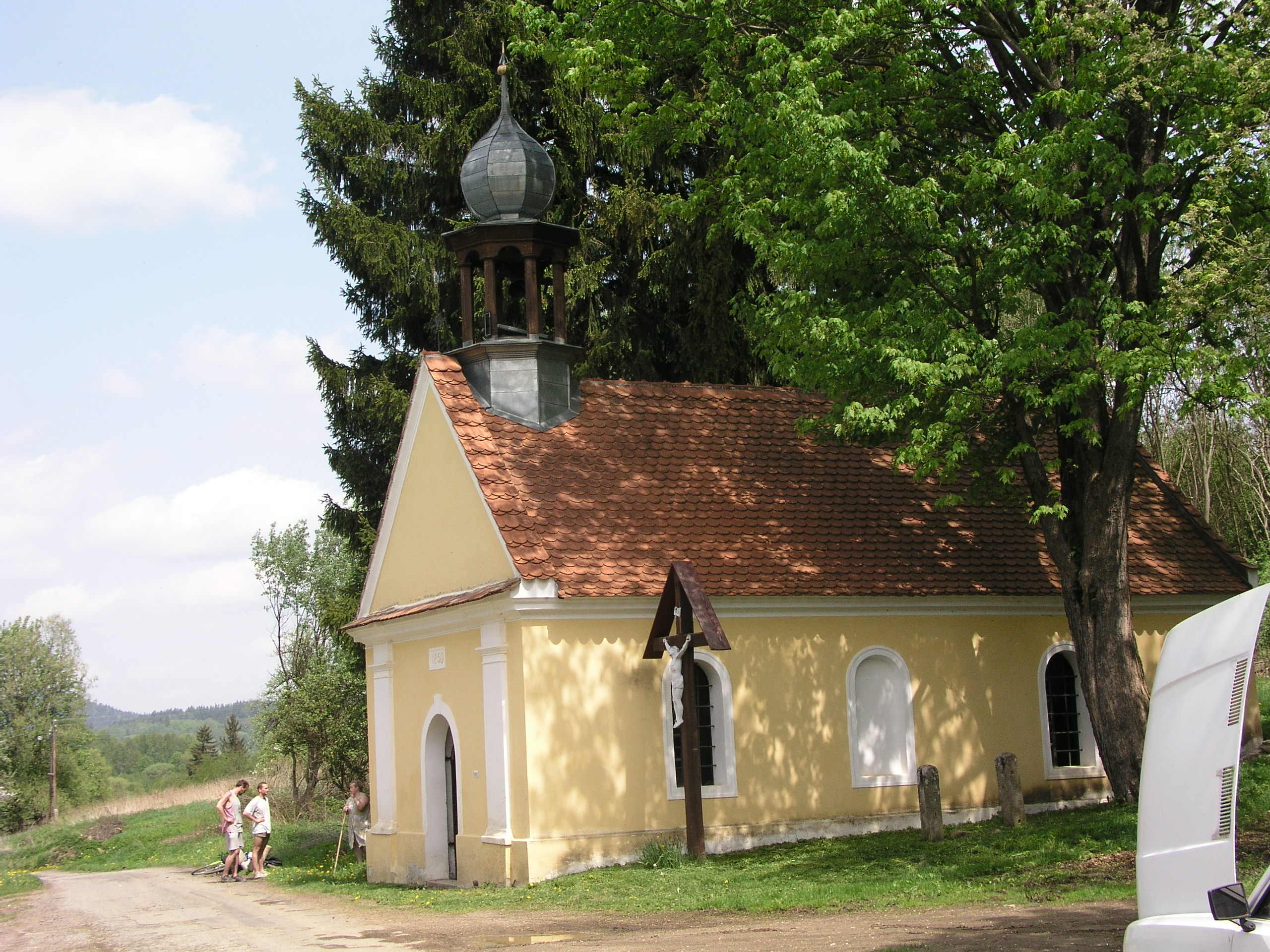
Chapelle à Kuří.
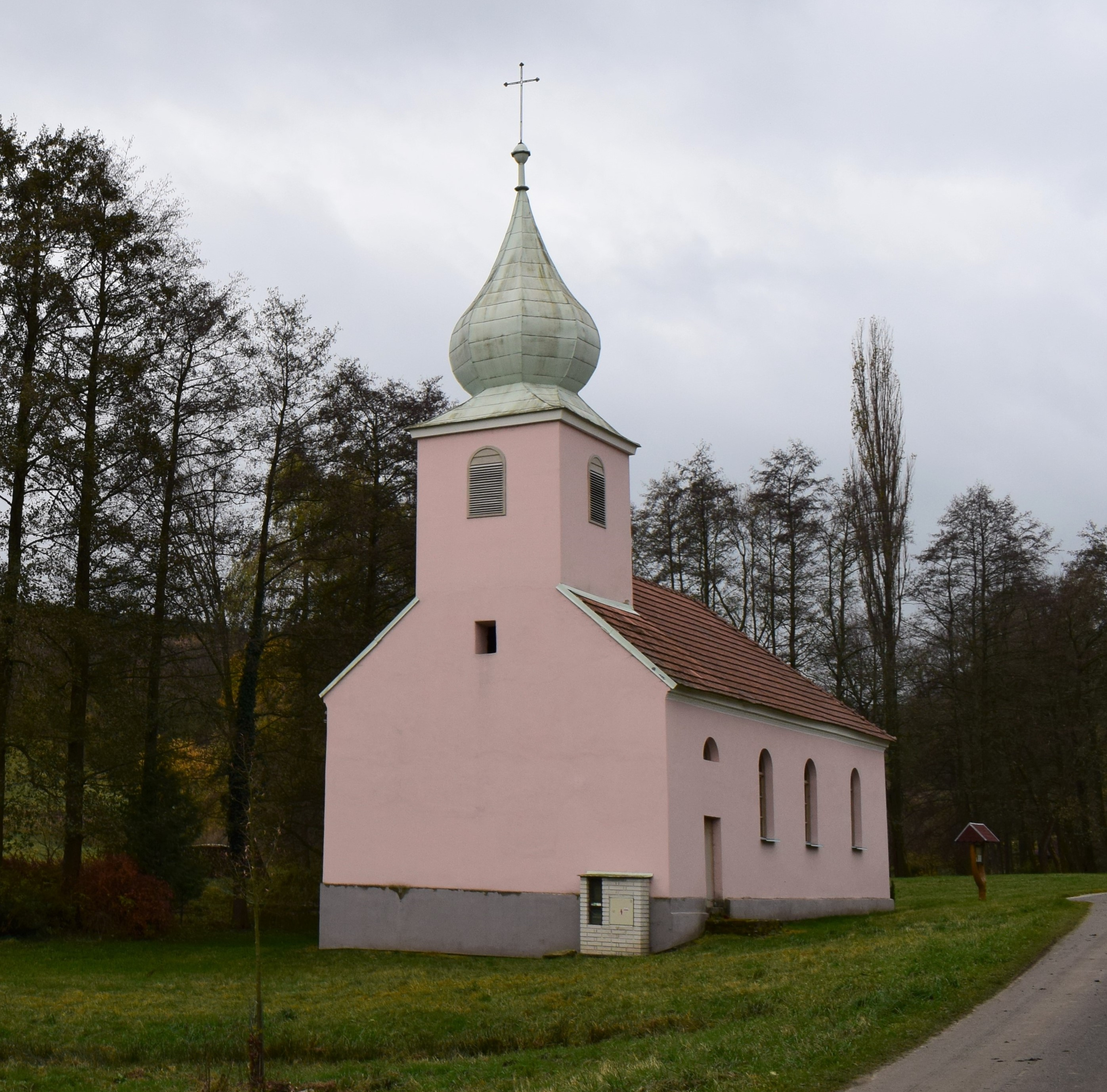
Chapelle à Hartunkov.

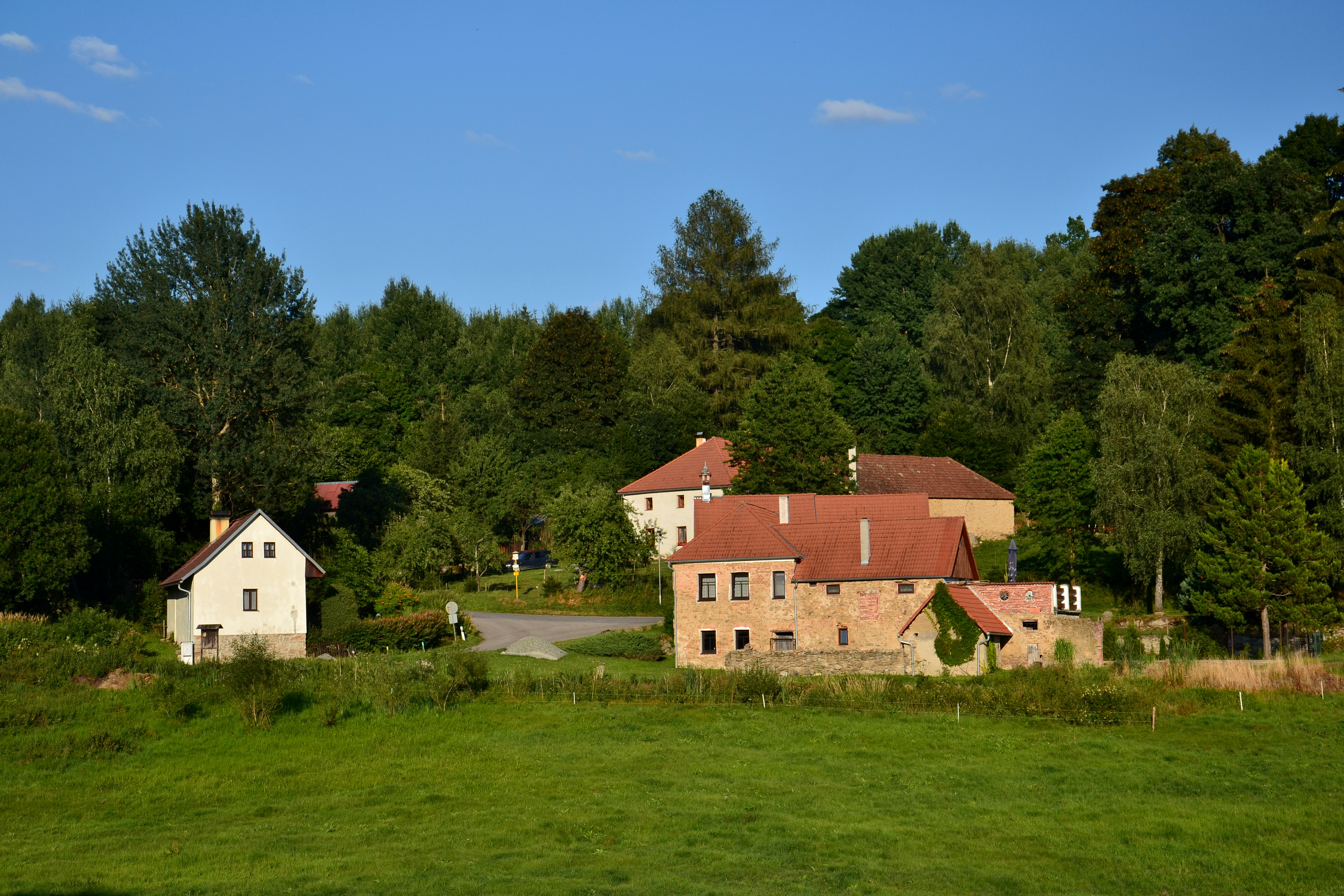
Hameau de Děkanské Skaliny.

## Administration
La commune se compose de treize sections :
- Benešov nad Černou
- Černé Údolí
- Daleké Popelice
- Děkanské Skaliny
- Dluhoště
- Hartunkov
- Klení
- Kuří
- Ličov
- Pusté Skaliny
- Valtéřov
- Velké Skaliny
- Velký Jindřichov